# Hildegard Fuhrer
Hildegard Fuhrer (* 1943 in Schwäbisch Gmünd) ist eine deutsche Künstlerin.

## Leben
Von 1962 bis 1966 studierte sie an der Staatlichen Akademie der Bildenden Künste Karlsruhe bei Albrecht von Hancke und Kunstgeschichte an der Universität Karlsruhe. Von 1969 bis 1981 war sie Kunsterzieherin an einer Schule in Karlsruhe.
1973 war sie für zehn Monate in Florenz, 1977 vier Monate in Paris, 1980 bis 1981 für 18 Monate in Rom.
Sie war mit dem deutschen Künstler Hans Peter Reuter verheiratet.
Sie lebt und arbeitet in Lauf an der Pegnitz.

## Werk
Zentrale Motive in ihren Arbeiten sind detailreiche und akkurat gemalte Gartenansichten.

## Einzelausstellungen
- 1969: Galerie Giers, Schwäbisch Gmünd
- 1969: Galerie am Kaiserplatz, Karlsruhe
- 1976: Neues Schloss Meersburg
- 1977: Städtisches Museum Schwäbisch Gmünd
- 1978: Südwestgalerie, Karlsruhe
- 1981: Südwestgalerie, Karlsruhe
- 1983: Kunstverein Heilbronn
- 1983: Kunstverein Bruchsal
- 1984: Südwestgalerie, Karlsruhe
- 1985: Städtische Galerie Villingen-Schwenningen
- 1986: Städtische Galerie Gaggenau
- 1987: Galerie am Haagtor, Tübingen
- 1988: Städtische Galerie Wendlingen am Neckar
- 1988: Städtische Galerie Heidenheim
- 1989: Galerie Götz, Stuttgart
- 1993: Galerie im Druckhaus Waiblingen
- 1995: Herrenhof Mußbach, Neustadt an der Weinstraße
- 1996: Galerie der Marktgemeinde Kaltern
- 1997: Kunstverein Pforzheim
- 1998: Stadtgalerie Börse, Coswig (Sachsen)
- 2001: Städtische Galerie im Park, Viersen (mit Hans Peter Reuter)
- 2003: BW-Bank, Stuttgart
- 2004: Toni Merz Museum, Sasbach
- 2010: Galerie Defet, Nürnberg (mit Hans Peter Reuter)
- 2010: Kunstverein Hof (Saale) (mit Hans Peter Reuter)
- 2011: Kunstverein Schwetzingen
- 2013: Städtische Galerie Fruchthalle Rastatt